# Шикили
Шикили́ (бел. Шыкілі) — деревня на юго-западе Брестского района Белоруссии. Входит в состав Домачевского сельсовета.
Население — 61 человек (2023).

## География
Деревня расположена к югу от деревни Борисы и к северу от деревни Подлужье, вблизи границы с Польшей, от которой деревню отделяет река Западный Буг. Расстояние до центра Бреста составляет по автодорогам 49 км, до центра сельсовета, городского посёлка Домачево — 2,5 км.

## История
В XIX веке — присёлок Домачевской волости Брестского уезда, относился к деревне Подлужье. По переписи 1897 года — 25 дворов, корчма.
После Рижского мирного договора 1921 года — в составе гмины Домачево Брестского повята Полесского воеводства Польши, 16 дворов. С 1939 года — в составе БССР.

## Население
Численность населения на 1 января 2023 года — 61 человек, 25 хозяйств.

Население — 77 человек (2019).

## Культура
- Уголок старины Подлужского СКБ